# Neptunian
Neptunians zijn een fictief buitenaards volk uit de animatieserie Futurama. Ze komen van de planeet Neptunus.
Neptunians zijn paarse mensachtige wezens met vier armen. Normaal zijn ze net zo groot als een volwassen mens, maar in de aflevering "A Tale of Two Santas" werd ook een groep Neptunians gezien die door ondervoeding en slechte leefomstandigheden maar half zo groot was. Deze kleine Neptunians werden gebruikt als werkkrachten door de robotkerstman. Ze wonen op de Neptuniaanse Noordpool in zware armoede.
Behalve de helpers van de robotkerstman is de enige bekende Neptunian uit de serie de kok Elzar. Elzar is wel zo groot als een volwassen mens, en is een bekende chef-kok met een eigen televisieshow. Verder worden er vaak Neptunians gezien als achtergrondpersonages, zoals een drummer in "Bendin' In the Wind", een bewaker in de rechtszaal in "A Taste of Freedom", Heather de spa werker in "Teenage Mutant Leela's Hurdles", twee pornosterren in "Spanish Fry" , de vertegenwoordiger voor de politieke partij "People for the Ethical Treatment of Humans" in "A Head in the Polls", en een markteigenaar in My Three Suns.